# Gerry Ryan
Gerry Ryan (Dublín, República de Irlanda, 4 de octubre de 1955-15 de octubre de 2023) fue un futbolista de República de Irlanda que jugó en las posiciones de extremo y delantero.

## Carrera

### Club
| Periodo   | Club                      |
| --------- | ------------------------- |
| 1975-1977 | Bohemian FC               |
| 1977-1978 | Derby County FC           |
| 1978-1985 | Brighton & Hove Albion FC |

### Selección nacional
Jugó para Irlanda en 18 ocasiones de 1978 a 1984 y anotó un gol en una derrota por 1-3 ante Alemania Federal en un partido amistoso. Su primer partido fue en abril de 1978 en una victoria por 4-2 ante Turquía en Lansdowne Road, y su último partido fue en 1984 en un empate 0-0 ante México en Dalymount Park.

## Palmarés
- Liga de Irlanda: 1974-75
- FAI Cup: 1976
- Leinster Senior Cup: 1974-75, 1975-76